# French Bee
French Bee — бюджетная авиакомпания Франции, специализирующаяся на дальнемагистральных полётах. Штаб-квартира находится в Париже. Аэропорт приписки — аэропорт Орли. Авиакомпания основана 10 сентября 2016 года.
Авиакомпания осуществляет перевозки в курортные места заморских территорий Франции. Пунктами назначения являются: Сен-Дени, Папеэте, Пунта-Кана, Сан-Франциско.

## Флот
По состоянию на май 2020 года, авиакомпания эксплуатирует следующие самолёты:
| Тип самолёта     | Эксплуатируется | Заказано | Примечания |
| ---------------- | --------------- | -------- | ---------- |
| Airbus A350-900  | 4               | 0        |            |
| Airbus A350-1000 | 1               | 1        |            |

### Бывший флот
| Тип самолёта    | Всего | Год ввода | Год вывода |
| --------------- | ----- | --------- | ---------- |
| Airbus A330-300 | 1     | 2016      | 2019       |